# Wąsosz
Wąsosz es un municipio urbano-rural y una localidad del distrito de Góra, en el voivodato de Baja Silesia (Polonia). Formó parte de Alemania hasta 1945.

## Geografía
La localidad de Wąsosz se encuentra en el suroeste de Polonia, a unos 17 km al sudeste de Góra, la capital del distrito, y a unos 53 al noroeste de Breslavia, la capital del voivodato. El municipio limita con otros seis —Bojanowo, Góra, Jemielno, Rawicz, Wińsko y Żmigróda— y tiene una superficie de 197,11 km², 3,4 correspondientes a la zona urbana —la localidad de Wąsosz— y 193,84 a la zona rural —que abarca las localidades de Baranowice, Bartków, Bełcz Górny, Bełcz Mały, Borowna, Chocieborowice, Cieszkowice, Czaple, Czarnoborsko, Czeladź Wielka, Dochowa, Drozdowice Małe, Drozdowice Wielkie, Gola Wąsoska, Górka Wąsoska, Jawor, Kąkolno, Kamień Górowski, Kobylniki, Kowalowo, Lechitów, Lubiel, Ługi, Marysin, Młynary, Ostrawa, Płoski, Pobiel, Podmieście, Rudna Mała, Rudna Wielka, Sądowel, Stefanów, Sułów Wielki, Świniary, Unisławice, Wiewierz, Wiklina, Wodniki, Wrząca Śląska, Wrząca Wielka, Zbaków Dolny, Zbaków Górny y Zubrza—.

## Demografía
En 2011, según la Oficina Central de Estadística polaca, el municipio tenía una población de 7366 habitantes, 2762 en la localidad de Wąsosz y 4604 en la zona rural.